# São Brás de Alportel
São Brás de Alportel es una villa portuguesa en el distrito de Faro, región del Algarve, con cerca de 10 000 habitantes.
Es sede de un municipio con 150,05 km² de área y 11 248 habitantes (2021), siendo uno de los cinco municipios de Portugal con una única freguesia. Limita al norte y al este con el municipio de Tavira, al sureste con Olhão, al sur con Faro y al oeste con Loulé.

## Demografía
| Gráfica de evolución demográfica de São Brás de Alportel entre 1864 y 2021 |
|                                                                            |
| Datos según el nomenclátor publicado por el INE portugués.                 |